# はじめましてわたしを好きなひと
『はじめましてわたしを好きなひと』（はじめましてわたしをすきなひと）は、日本テレビで放送されている恋愛ドキュメントバラエティ番組である。

## 出演者
MC
- 山里亮太（南海キャンディーズ）

## 放送リスト
| 放送回数 | 放送日                   | 時間          | ゲスト | 備考               | 視聴率 |
| -------- | ------------------------ | ------------- | ------ | ------------------ | ------ |
| 1        | 2019年11月17日（日曜日） | 13:15 - 14:15 |        | サンバリュ枠       |        |
| 2        | 2020年8月18日（火曜日）  | 23:59 - 0:54  |        | 火曜プラチナイト枠 |        |

## スタッフ
第2回
- 企画・演出：渡辺春佳
- 構成：アリエシュンスケ、デーブ八坂、安部裕之
- 美術：滋田由布子
- デザイン：平岡真穂、浅田一花
- 装置：竹村頼
- メイク：奥松かつら
- TM：新名大作
- SW：小林宏義
- CAM：岩永雅允
- MIX：亘美千子
- VE：三橋崇弘
- 照明：小笠原雅登
- 音効：高取謙（ブルービート）
- 編集：佐藤弘一（スタジオヴェルト）
- MA：丸山輝幸（スタジオヴェルト）
- デスク：岩渕里菜
- 美術協力：日テレアート
- 技術協力：NiTRO、ヌーベルバーグ、スウィッシュ・ジャパン
- リサーチ：荒井元気
- AD：柳沼元気、則武有希子
- AP：海老名和香、平山美由紀
- ディレクター：仲西正樹、齊藤篤史、畠山剛治
- プロデューサー：笹部智大、影山幸子
- チーフプロデューサー：道坂忠久
- 制作協力：モスキート
- 製作著作：日テレ